# That’s the Way Love Goes
«That’s the Way Love Goes» — песня, записанная американской певицей Джанет Джексон для её пятого студийного альбома janet. (1993). Написанная и спродюсированная Джексон, Джимми Джемом и Терри Льюисом, композиция была выпущена как ведущий сингл из альбома в апреле 1993 года и стала самым успешным хитом для певицы в США, возглавив Billboard Hot 100 и продержавшись на первом месте восемь недель. Песня получила награду «Грэмми» в категории «Лучшая песня в стиле ритм-н-блюз».
Записанная в жанре современного ритм-н-блюза, композиция была основана на семпле из песни Джеймса Брауна «Papa Don't Take No Mess». «That’s the Way Love Goes» была положительно оценена критиками и попала в несколько списков лучших синглов 1993 года. Особое внимание песня получила за свой откровенно эротичный текст.
«That’s the Way Love Goes» получила несколько номинаций на Soul Train Music Awards, выиграла одну награду Billboard Music Awards (как самый ротируемый ритм-н-блюз сингл на американском радио) и была внесена в «Книгу рекордов Гиннесса», как самый успешный танцевальный сингл всех времён в США.

## Предыстория и релиз

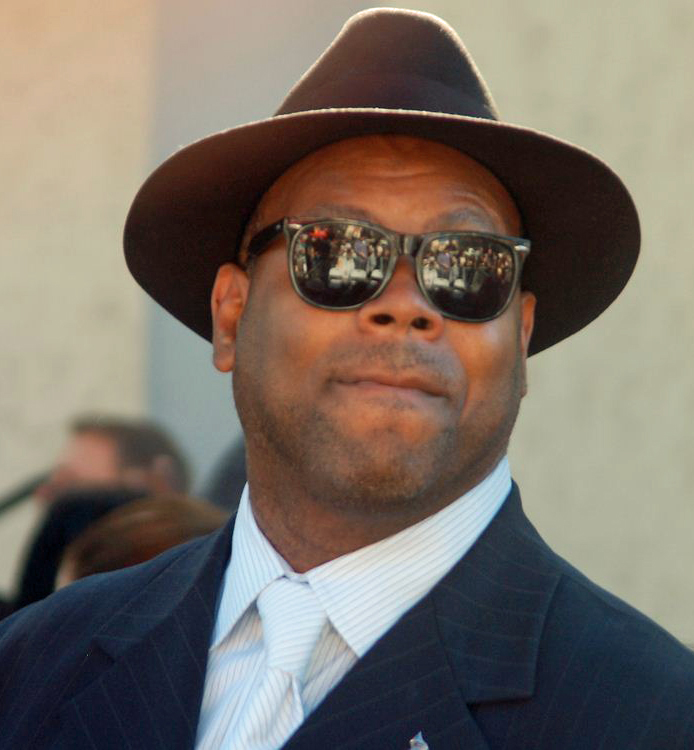
Джимми Джем, соавтор и один из продюсеров песни, говорил, что «That’s the Way Love Goes» лучше всего отражала дух janet..

В 1991 году Джексон подписала мультимиллионный контракт с лейблом Virgin и в 1992-м приступила к записи нового альбома. Музыка к песне «That’s the Way Love Goes» первоначально была создана Джимми Джемом и Терри Льюисом на основе семпла из композиции Джеймса Брауна «Papa Don't Take No Mess». Браун сначала отказывался дать разрешение на использование музыки, так как многие рэперы использовали семплы из его песен нелегально и исполнителю не нравились вульгарные тексты их песен. Джем и Льюис объясняли ему, что это песня для Джанет Джексон и что ему не стоит волноваться, так как не будет никаких проблем. После того, как он услышал результат работы, он дал разрешение на запись. Тем не менее, сама исполнительница не одобрила первый вариант музыки. Тогда, Джем и Льюис дали ей демозапись и попросили прослушать её в течение нескольких недель, поскольку певица уезжала, чтобы провести свой рождественский отпуск вне студии. Через пару недель Джексон вернулась, изменив своё мнение: «Вы хоть понимаете, что за трек создали? Я просто влюбилась в него. Это абсолютная бомба», — говорила певица своим продюсерам. Джексон записала все вокальные партии и для песни был записан полностью электронный аккомпанемент.
У нас у всех были удачные отношения и мы любили, и не только своих любовников, но и жизнь в целом. Мы были успешны в своей профессии и, я думаю, все были довольны личной жизнью, что и отразилось в альбоме. Плюс к этому, он же был совершенно женским. Когда она [Джексон] записывала Control ей было всего 18-19 лет. Rhythm Nation выражал мысли молодой девушки, которая поняла, что должна что-то сделать, чтобы изменить этот мир. А janet. — он о женщине, которая чувствует себя уверенно и сексуально, которая в гармонии со своей женственной стороной. Это именно то, о чём она думала в то время и наша работа заключалась в том, чтобы это подчеркнуть.
Во время отпуска исполнительница придумала название песни и первые стихи для неё были написаны, как любовная баллада. Позже певица изменила решение и переписала текст песни. Она позвонила Джимми Джему в два часа ночи и сказала, что решила поменять текст полностью, отразив в нём более откровенную тематику.
Перед выпуском сингла, у Джимми Джема и Терри Льюиса случилась небольшая ссора с менеджерами Virgin, которые были против того, чтобы песня была выпущена, как ведущий сингл альбома. «Все только и говорили об „If“», — рассказывал Джимми Джем, продолжая: «Для меня, первый сингл должен говорить: „Добро пожаловать в альбом. Если я тебе нравлюсь, проверь на вкус остальное“. И мы действительно верили в то, что „That`s The Way Love Goes“ лучше всего отражает дух этого альбома. И когда он стал номером один, мы доказали, что были правы».

## Музыка и текст песни
«That’s the Way Love Goes» записана в жанре современного ритм-н-блюза и основана на семпле из R&B хита №1 1974 года, «Papa Don’t Take No Mess» Джеймса Брауна. Композиция записана в размере такта в 4/4, в тональности Соль минор. Вокал Джексон охватывает диапазон от самой высокой ноты Фа3 до самой низкой Си-бемоль4. Песня звучит в среднем темпе в 100 ударов в минуту с гармонией, состоящей из аккордов: Am–E–Gb. Сэл Синкуэмани отмечал в песне размеренный хип-хоп бит и повторяющийся хук, состоящий из одной титульной фразы. Патрисия Смит из The Boston Globe также отмечала, что припев песни состоит из одной строчки: «глубокий мужской голос вплетается в припеве и Джанет экспериментирует с речитативом, повторяя название песни, как мантру». Джей Ди Консидин из The Sun отмечал, что Джексон исполняла вокальные партии в композиции в самом низком из возможных для неё диапазонов, «излучая бархатистое тепло», что прекрасно дополняло текст песни.
Композиция начинается с «обманчиво невинных» фраз, таких как «Ты будешь так рад, что пришёл» и переходит к более откровенному тексту. Шауна Ли в своей книге Erotic Revolutionaries: Black Women, Sexuality, and Popular Culture (2010), отмечая в целом эротичные тексты песен исполнительницы, писала: «В „That’s the Way Love Goes“ она [Джексон] обещала своему мужчине отправить его в такие места, где он никогда не был; настоятельно призывала его протянуть руку и ощутить её тело; немного остыть, потому что у них вся ночь впереди; предлагала углубиться и пела, что он настолько хорош, что она готова закричать». В журнале The Crisis писали, что Джексон долгое время была знаменита своим «застенчивым имиджем хорошей девчонки», но текст песни изменил его. «Только вслушайтесь в пряные слова её супер-хита „That’s the Way Love Goes“ и вы поймёте, что она больше не та милая малышка из сериала Good Times», — писали в издании и приводили слова Джексон, которая объясняла: «Я всё тот же человек, но приходит время когда ты вырастаешь и сейчас в моей жизни как раз такое время».

## Реакция критики
Патрисия Смит из The Boston Globe писала, что «That’s the Way Love Goes» напомнила ей композицию Марвина Гэя «Sexual Healing», назвав её «медленным джем-треком». Дэвид Брауни из Entertainment Weekly назвал песню самой спокойной в альбоме и описывал её, как «мягко сочащийся поп». Джон Парелес из The New York Times сопоставил песню с композицией «Justify My Love» Мадонны, написав, что она «отдаётся эхом» в «That’s the Way Love Goes». Ларри Флик из Billboard писал, что композиция наилучшим образом отражала остальное содержание альбома и описывал её, как «знойную смесь ленивых гитарных переливов и изобретательных соул битов». В шведском журнале Pop композиция заняла пятое место в списке «Синглы года». В аналогичном списке британского журнала Face — 47 место.
Роберт Хильбурн из Los Angeles Times поместил песню на восьмое место в списке самых запомнившихся синглов 1993 года. Он писал: «Возможно, вам придётся пройти весь путь назад во времени к Смоки Робинсону и The Miracles или даже к The Drifters, чтобы найти летнюю поп-песню столь же шелковистую и захватывающую, как эта». В опросе американских критиков Pazz & Jop «That's the Way Love Goes» была представлена в списке лучших синглов за 1993 год, заняв 13-е место. Сэл Синкуэмани из Slant Magazine дал положительную рецензию на песню: «В то время, как истинные вокалисты, такие, как Мэрайя Кэри и Boyz II Men правили в чартах, „That's the Way Love Goes“ была предложена, как хитроумная альтернатива… песня была мягкой, остроумной и сексуальной — всем тем, чего невозможно было ожидать от первого сингла из альбома Джанет».
«That’s the Way Love Goes» получила две номинации на премию «Грэмми»: «Лучшая песня в стиле ритм-н-блюз» и «Лучшее женское вокальное исполнение в стиле ритм-н-блюз». Композиция выиграла статуэтку за лучшую ритм-н-блюз песню. На Soul Train Music Awards 1994 года песня получила две номинации: «R&B/Соул песня года» и «Лучший женский сингл в стиле ритм-н-блюз». 1 апреля 2009 года «That’s the Way Love Goes» была помещена на 427 место в списке «500 величайших песен с момента твоего рождения» журнала Blender.
На сайте DigitalDreamDoor песня заняла девятое место в рейтинге самых удачных у публики и критиков синглов за 1993 год. В 2002 году, британский критик Гэри Малхолланд включил «That’s the Way Love Goes» в список «500 лучших синглов со времён, когда панк начал отжигать». В 2005 году, американский музыковед Брюс Поллок помести песню в список «7500 наиболее важных песен 1944—2000 годов». В 2012 году музыкальный телевизионный канал VH1 представил свой список «40 самых величайших R&B песен 90-х», где композиция была помещена на 4-е место.

## Коммерческий успех
«That’s the Way Love Goes» дебютировал в чарте Billboard Hot 100 на четырнадцатой позиции и достиг первого места. Он поднялся на вершину чарта через три недели после дебюта и стал, на тот момент, вторым, после песни «Can't Bye Me Love» The Beatles, в истории чарта синглом, который смог так быстро достичь вершины. Он стал её шестым №1 в Hot 100, одиннадцатым в Hot R&B/Hip-Hop Songs (где дебютировал на рекордно высокой позиции — 8 место), и девятым в Hot Dance Club Play. Сингл также стал самым успешным для Джексон в чарте радиоротаций Hot 100 Airplay, где он провёл десять недель на первом месте. Он стал её первым синглом, который возглавил чарт продаж Hot Singles Sales и пробыл на первом месте пять недель в мае—июне 1993 года. Фред Бронсон, обозреватель Billboard, писал, что когда «That’s the Way Love Goes» поднялся с четырнадцатой до второй позиции во вторую неделю, то это был самый успешный скачок в чарте со времён, когда песня The Beatles «Let It Be» поднялась с 6-го до 2-го места 23 мая 1970 года. Песня стала четырнадцатым синглом Джексон в топ-10. В чарте Hot R&B/Hip-Hop Songs сингл также установил рекорд все времён, когда возглавил его во вторую неделю после своего дебюта. Предыдущий лучший результат был у Принса с песней «When Doves Cry», которая возглавила чарт в четвёртую неделю после дебюта.
Сингл был сертифицирован, как золотой в США, 12 ноября 1993 года. Позже он получил платиновый сертификат, за один миллион отгруженных в магазины Америки экземпляров. «That’s the Way Love Goes» провёл на первом месте Hot 100 восемь недель, став самым успешным синглом из всех представителей семейства Джексонов. На премии Billboard Music Awards 1993 года сингл был номинирован в двух категориях: «Самый успешный R&B сингл — по радиоротациям» и «Самый успешный в Hot 100 сингл года», победив в первой номинации. Песня также занесена в «Книгу рекордов Гиннесса», как самый успешный танцевальный сингл всех времён в США. Журнал Billboard поместил Джимми Джема, Терри Льюиса и Джексон в список самых успешных авторов поп-песен за 1993-1994 годы (по продажам и радиоротациям в США). За их синглы из альбома janet., включая «That’s the Way Love Goes», Джем и Льюис разделили 7-е и 8-е место в рейтинге, а Джанет Джексон была на девятом.
В Великобритании сингл достиг второго места в чарте UK Singles Chart и был сертифицирован, как серебряный, за 200 тысяч проданных экземпляров. Песня также возглавила чарты Австралии, Канады и Новой Зеландии; попала в топ-5 Финляндии и Нидерландов; в топ-10 Дании, Германии, Ирландии и Швеции.

## Музыкальное видео

Джексон в видео, окружённая друзьями. Позади неё — Дженнифер Лопес, снявшаяся в клипе, в качестве танцовщицы.

Видеоклип на песню был снят в марте 1993 года. Режиссёром выступил Рене Элизондо, а хореографом — Тина Лэндон. Видео начиналось с того, что Джексон была показана в окружении друзей, которые просили дать послушать её новую песню. Когда запись была включена, одна из девушек, по имени Тиш, останавливала её и в шутку говорила Джексон: «Эй, это отстой!». После она снова включала запись и все начинали танцевать под музыку. В журнале Spin описывали видео так: «Лаунджевое, как форма искусства чернокожего среднего класса. Обольстительное, как фанк-балет. Излучающее янтарный свет, как небесное сияние молодой, успешной жизни». На церемонии MTV Video Music Awards 1993 года, клип «That’s the Way Love Goes» получил три номинации: «Лучшее женское видео», «Лучшее танцевальное видео» и «Лучшая хореография».

## Список композиций
| UK CD single Europe CD maxi single 1. «That’s the Way Love Goes» (LP Version) – 4:25 2. «That’s the Way Love Goes» (CJ R&B 7" Mix) – 4:10 3. «That’s the Way Love Goes» (CJ R&B 12" Mix) – 6:16 4. «That’s the Way Love Goes» (CJ FXTC Club Mix 12") – 6:23 5. «That’s the Way Love Goes» (Macapella) – 6:22 6. «That’s the Way Love Goes» (CJ FXTC Instrumental) – 6:14 UK promo 7" single U.S. promo 7" single Japanese CD single 1. «That’s the Way Love Goes» (LP Version) – 4:25 2. «That’s the Way Love Goes» (Instrumental) – 4:25 UK 12" single 1. «That’s the Way Love Goes» (CJ R&B 12" Mix) – 6:16 2. «That’s the Way Love Goes» (LP Version) – 4:25 3. «That’s the Way Love Goes» (Macapella) – 6:22 4. «That’s the Way Love Goes» (CJ FXTC Club Mix 12") – 6:23 5. «That’s the Way Love Goes» (CJ FXTC Dub) – 6:14 6. «That’s the Way Love Goes» (CJ FXTC Instrumental) – 6:14 | U.S. 12" single 1. «That’s the Way Love Goes» (CJ R&B 12" Mix) – 6:16 2. «That’s the Way Love Goes» (LP Version) – 4:25 3. «That’s the Way Love Goes» (CJ FXTC Club Mix 12") – 6:23 4. «That’s the Way Love Goes» (CJ FXTC Dub) – 6:14 U.S. promo CD single 1. «That’s the Way Love Goes» (That’s the Remix (We Aimsta Win) #1) – 5:42 2. «That’s the Way Love Goes» (That’s the Remix (We Aimsta Win) #2) – 5:14 3. «That’s the Way Love Goes» (That’s the Remix (We Aimsta Win Instrumental)) – 5:42 U.S. CD maxi single 1. «That’s the Way Love Goes» (CJ R&B 7" Mix) – 4:10 2. «That’s the Way Love Goes» (CJ R&B 12" Mix) – 6:16 3. «That’s the Way Love Goes» (CJ FXTC Club Mix 12") – 6:23 4. «That’s the Way Love Goes» (Macapella) – 6:22 5. «That’s the Way Love Goes» (CJ FXTC Instrumental) – 6:14 6. «That’s the Way Love Goes» (LP Version) – 4:25 |

## Участники записи
В создании и записи композиции приняли участие следующие музыканты:

| - Джанет Джексон — вокал, бэк-вокал, автор, продюсер - Джимми Джем — автор, продюсер - Терри Льюис — автор, продюсер - Дейв Ридау — сведение - Стив Ходж — сведение - CJ Mackintosh — мастеринг, клавишные, программирование | - Луи Вега — клавишные - Кенни «Доп» Гонсалес — программирование - The Flow — музыканты - Дейв Дарлингтон — инженер звукозаписи - Сенди Дженкинс — ассистент инженера |

## Чарты
| Чарт (1993)                           | Высшая позиция |
| ------------------------------------- | -------------- |
| Австралия (ARIA)                      | 1              |
| Австрия (Ö3 Austria Top 40)           | 16             |
| RPM                                   | 1              |
| European Hot 100 Singles              | 8              |
| Франция (SNEP)                        | 15             |
| Германия (GfK)                        | 9              |
| IRMA                                  | 8              |
| Нидерланды (Dutch Top 40)             | 5              |
| Новая Зеландия (Recorded Music NZ)    | 1              |
| Швеция (Sverigetopplistan)            | 7              |
| Швейцария (Schweizer Hitparade)       | 11             |
| Великобритания (OCC UK Singles)       | 2              |
| США (Billboard Hot 100)               | 1              |
| США (Billboard Hot R&B/Hip-Hop Songs) | 1              |
| США (Billboard Dance Club Songs)      | 1              |
| США (Billboard Adult Contemporary)    | 16             |
| США (Billboard Pop Airplay)           | 1              |

| Годовой чарт (1993)        | Позиция |
| -------------------------- | ------- |
| Australian Singles Chart   | 17      |
| Canadian RPM Singles Chart | 3       |
| Dutch Singles Chart        | 42      |
| Swiss Singles Chart        | 32      |
| Billboard Hot 100          | 4       |

| Чарт (1990—1999)  | Позиция |
| ----------------- | ------- |
| Billboard Hot 100 | 17      |

| Страна         | Сертификация |
| -------------- | ------------ |
| Великобритания | Серебряный   |
| США            | Платиновый   |